# دونكان ماكنزي (لاعب كرة قدم)
دونكان ماكنزي (بالإنجليزية: Duncan McKenzie)‏ (10 أغسطس 1912 في المملكة المتحدة - 1987) هو لاعب كرة قدم بريطاني (وحمل سابقاً جنسية المملكة المتحدة لبريطانيا العظمى وأيرلندا) في مركز قلب الدفاع. شارك مع منتخب اسكتلندا لكرة القدم. أما مع النوادي، فقد لعب مع نادي برينتفورد ونادي ميدلزبره ونادي ألبيون روفرز.

## وصلات خارجية
- دونكان ماكنزي على موقع قاعدة بيانات كرة القدم.إي يو (الإنجليزية)